# الخطوط الجوية العراقية

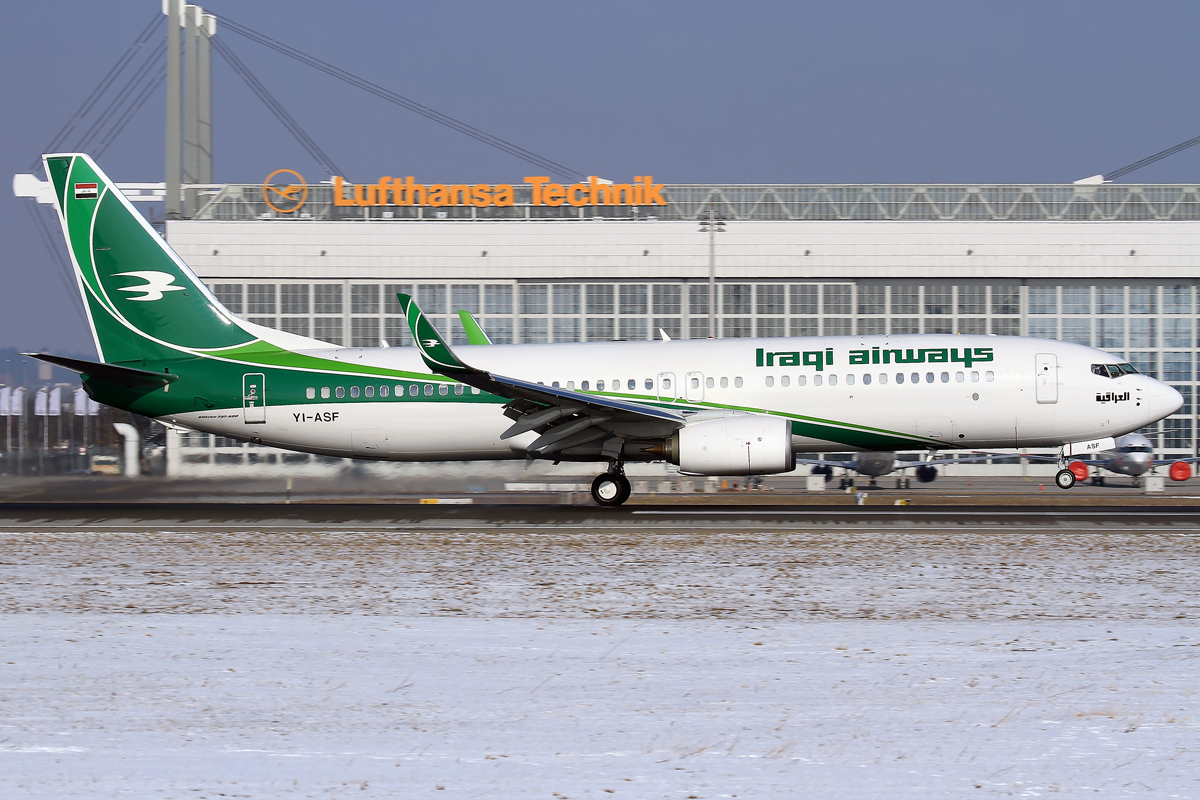
طائرة الخطوط الجوية العراقية YI-AGM بوينغ 737 في مطار ميونخ الدولي في ألمانيا سنة 2015

الخطوط الجوية العراقية تعتبر أكبر خطوط للملاحة الجوية في العراق وهي عضو في الاتحاد العربي للنقل الجوي. تأسست الخطوط الجوية العراقية عام 1945 من قبل جمعية الطيران العراقية وكانت تستخدم في بداية نشوئها الطائرات البريطانية. في السبعينيات سمحت الولايات المتحدة لطائرات الخطوط الجوية العراقية باستعمال مطار جون كينيدي العالمي في نيويورك.
تأسست الخطوط الجوية العراقية بواسطة جمعية الطيران العراقية (نادي فرناس الجوي حاليا) حين قررت هيئتها الإدارية بتارخ 5/18 /1938 استثمار فائض حملة التبرعات الوطنية الشاملة التي أثمرت في تمكين القوة الجوية العراقية آنذاك من شراء 15 طائرة قاصفة ومقاتلة إيطالية (بريدا وسافوي) وكان الفائض مقداره 23000 دينار عراقي مكنها من شراء ثلاثة طائرات بريطانية (دي هافيلاند دراغون رابيد) وصلت بغداد بتاريخ 10/1 /1938 وباشرت رحلاتها إلى كل من إيران وسوريا وبقيت مصلحة الخطوط الجوية العراقية تابعة للجمعية لغاية 1/1 /1946 حين ضمتها الحكومة لمصلحة السكك الحديدية ، ومن أهم الشخصيات التاريخية التي تولت إدارتها صباح نوري السعيد.
لم تؤثر حرب الخليج الأولى على رحلات الخوط الجوية العراقية ولكن بعد حرب الخليج الثانية توقفت الرحلات بصورة شاملة نتيجة فرض الحصار الدولي على العراق من قبل الأمم المتحدة. وقبل غزو العراق 2003 كان العراق يمتلك 17 طائرة لنقل المسافرين وتم نقل معظمها إلى أماكن سرية أو دول مجاورة مثل الأردن وتونس وإيران. بعد غزو العراق 2003 وتحديداً في 30 مايو 2003 قررت الخطوط الجوية العراقية مزاولة رحلاتها العالمية وكانت أول رحلاتها في 3 أكتوبر 2004 من بغداد إلى عمان عاصمة الأردن وفي 6 نوفمبر 2004 تمت رحلة بين بغداد وطهران في إيران.
منذ أغسطس 2005 قامت الخطوط الجوية العراقية برحلات إلى دمشق وعمّان والكويت وبيروت والقاهرة وطهران ومشهد ودبي وإسطنبول وأنطاليا واستوكهولم وكوبنهاغن ودوسلدورف وجدة وأثينا وكراتشي والمنامة وفرانكفورت ولندن إضافة إلى الرحلات الداخلية بين المدن الرئيسية الكبيرة في العراق مثل بغداد والبصرة والموصل والنجف وأربيل والسليمانية. في عام 2011 كانت الخطوط الجوية العراقية تملك 20 طائرة بوينغ 727-200 وبوينغ 737-200 وبوينغ 767-200 وبومباردييه سي آر جيه 900.
في عام 2008 قامت الحكومة العراقية بالتعاقد مع شركة بوينغ الأمريكية لشراء 40 طائرة جديدة من طرازيها الجديدين 737 و787 دريملاينر مع حق شراء 15 طائرة إضافية على أن يتم تسليمها خلال عام 2013 وبقيمة كليّة للعقد بلغت 5،5 مليار دولار.
كما وقّعت الحكومة العراقية عقدا مع شركة بومباردييه الكندية لشراء 10 طائرات من طراز سي آر جيه 700 ذات الحجم المتوسط أو الإقليمي مع حق شراء 10 طائرات أخرى مستقبلاً. وقد بدأ تسليم أول طائرة من طراز بومباردييه سي آر جيه 900 قادمة من زيورخ إلى مدينة أربيل في أكتوبر 2008 وقد سلمت باللون الأزرق وهو لون الشركة المصنعة وليس لونا جديدا للخطوط الجوية العراقية كما أُشيع.
وفي إطار آخر تعاقدت الخطوط الجوية العراقية على شراء طائرات من شركة إيرباص العالمية والبالغ عددها في الصفقة 8 طائرات اثنتان من نوع (A321-214) وستة أخرى من طراز (A320-214) وقد اشترت أيضا طائرة خارج الطلبية المذكورة وهي من طراز إيرباص (A330-200) وتعد هذه الخطوة تقدما ملحوظا في عملية إعادة بناء وهيكلة إسطول شركة الخطوط الجوية العراقية بعد حل قضية التعويضات مع نظيرتها الكويتية ووقعت الشركة عقدا مع بوينغ مؤخراً نصَّ على تزويد العراقية بستة طائرات من طراز بوينغ (B777-200LR) ذات المدى الطويل وقد استلمت العراقية واحدة من أصل ست طائرات ستستلمها خلال السنتين المقبلتين وقد بلغ عدد الطائرات الداخلة في خدمة الإسطول هي خمس طائرات لهذا العام.

## الأسطول
- ملاحظات: من المخطط شراء 26 طائرة أخرى من الأنواع بوينغ 787 وبوينغ 777 وبومباردييه سي سيريس.

## الوجهات
تقدم الخطوط العراقية خدماتها لأكثر من 40 وجهة في الشرق الأوسط، آسيا، أفريقيا، وأوروبا.

## معرض صور

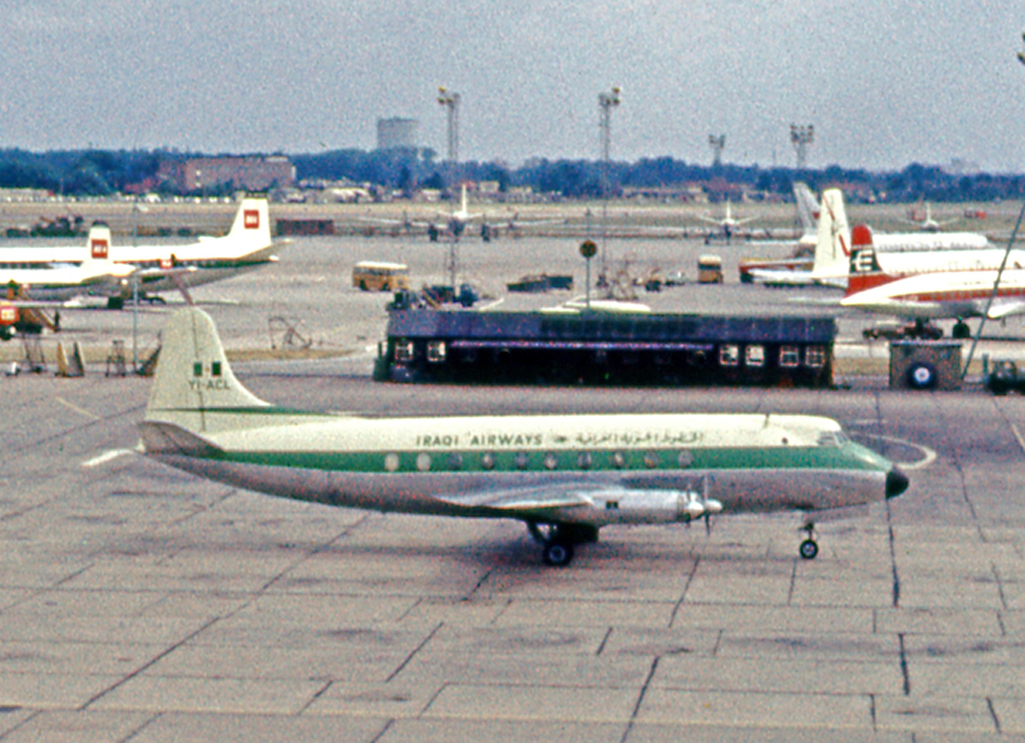
طائرة الخطوط الجوية العراقية YI-ACL في مطار هيثرو الدولي في لندن سنة 1962
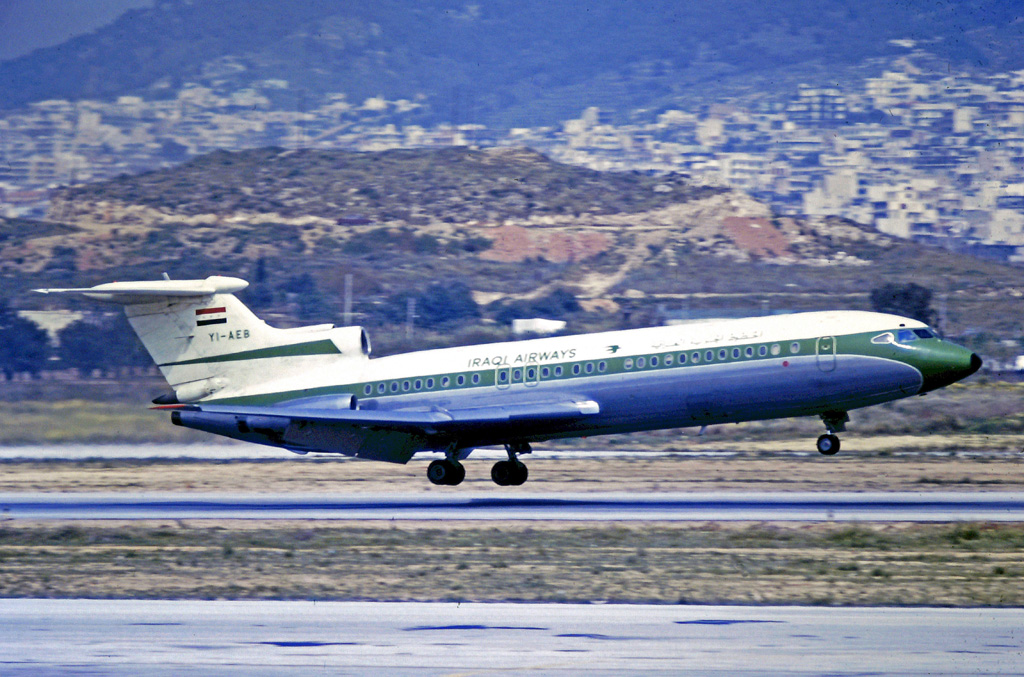
طائرة الخطوط الجوية العراقية YI-AEB في مطار إلينيكون الدولي في اليونان سنة 1973
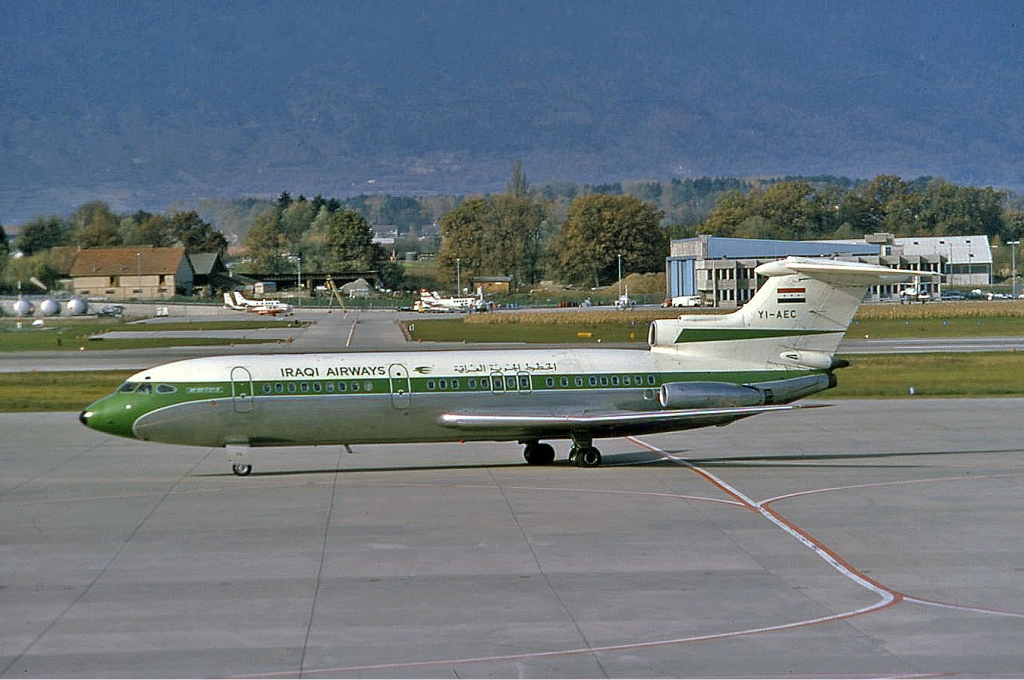
طائرة الخطوط الجوية العراقية عام 1974
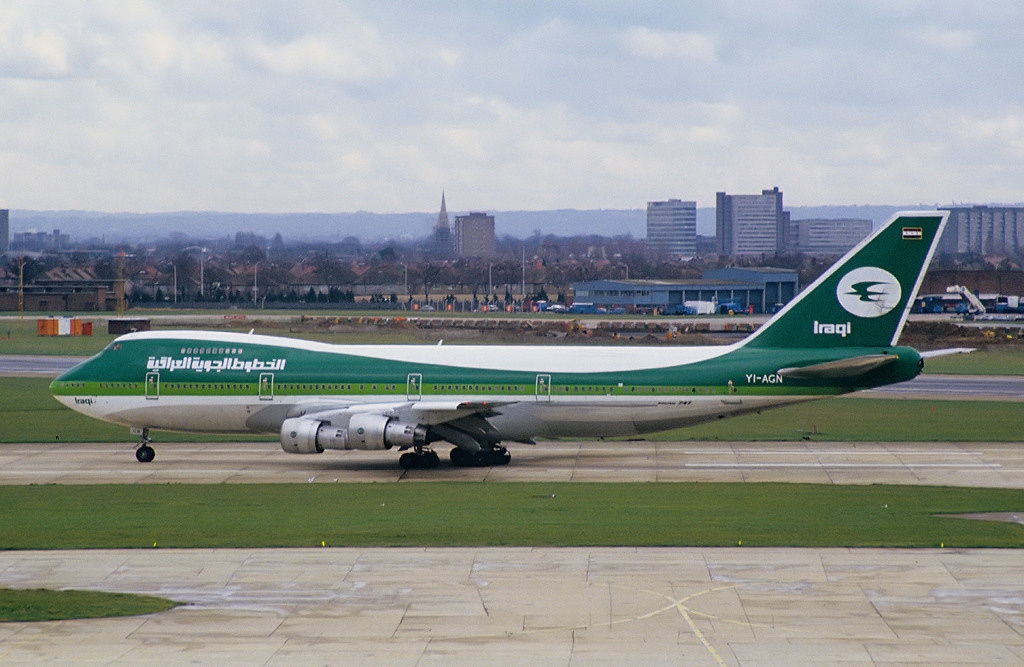
طائرة الخطوط الجوية العراقية بوينغ 747 سنة 1982
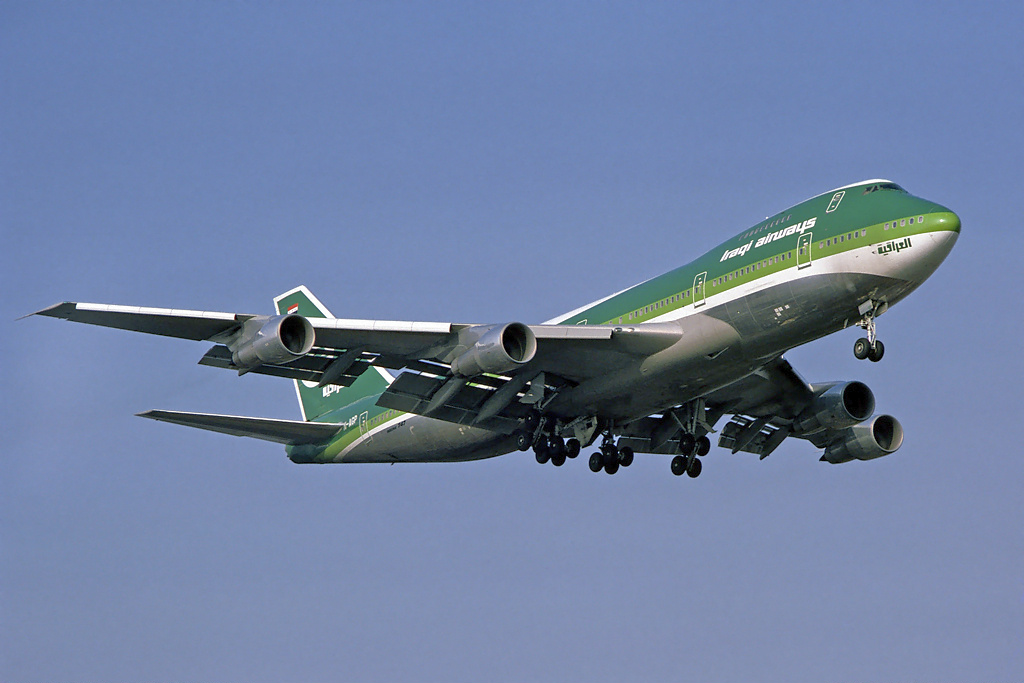
طائرة الخطوط الجوية العراقية YI-AGP في مطار هيثرو في لندن سنة 1983
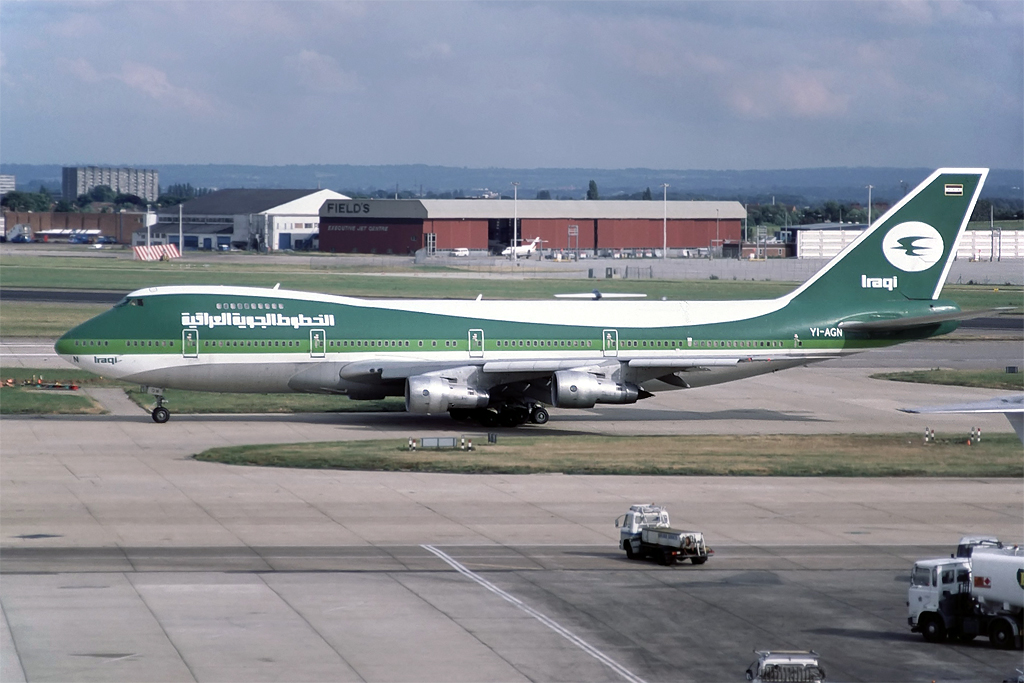
طائرة الخطوط الجوية العراقية YI-AGN سنة 1985
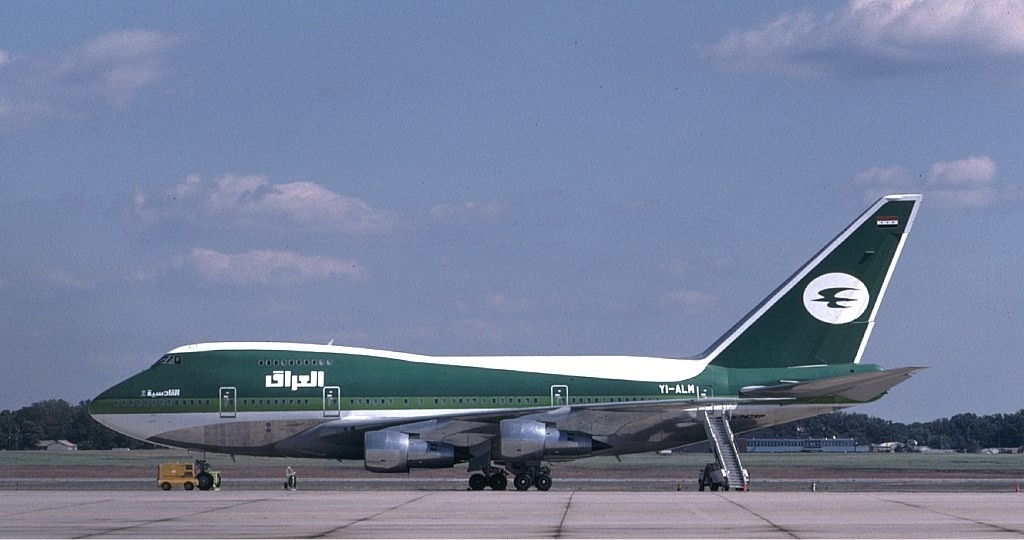
الطائرة الرئاسية العراقية بوينغ 747 أس بي القادسية YI-ALM بثوب الخطوط الجوية العراقية والمشغلة من قبلها سنة 1989
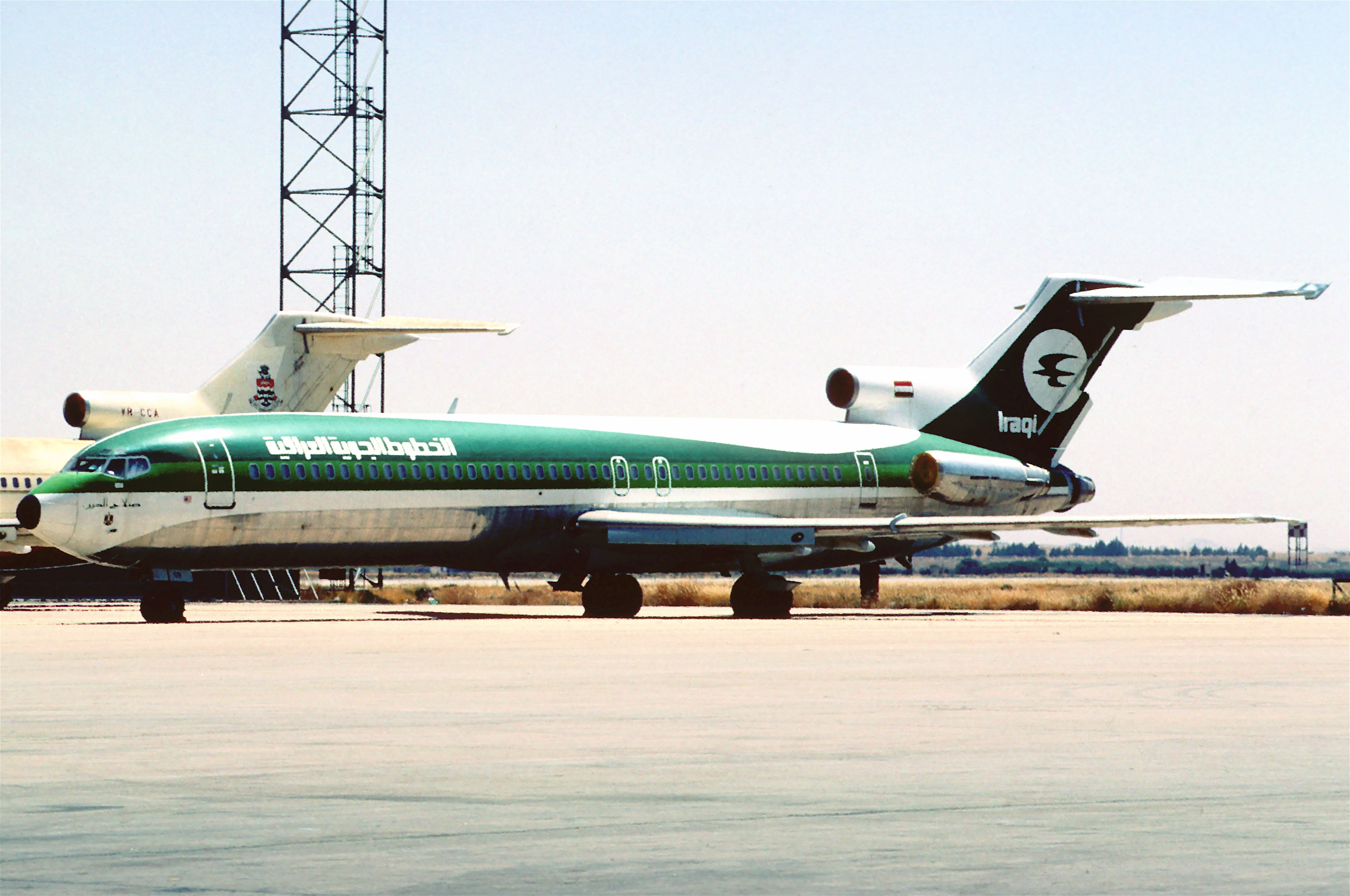
طائرة الخطوط الجوية العراقية YI-AGM بوينغ 727 سنة 1995
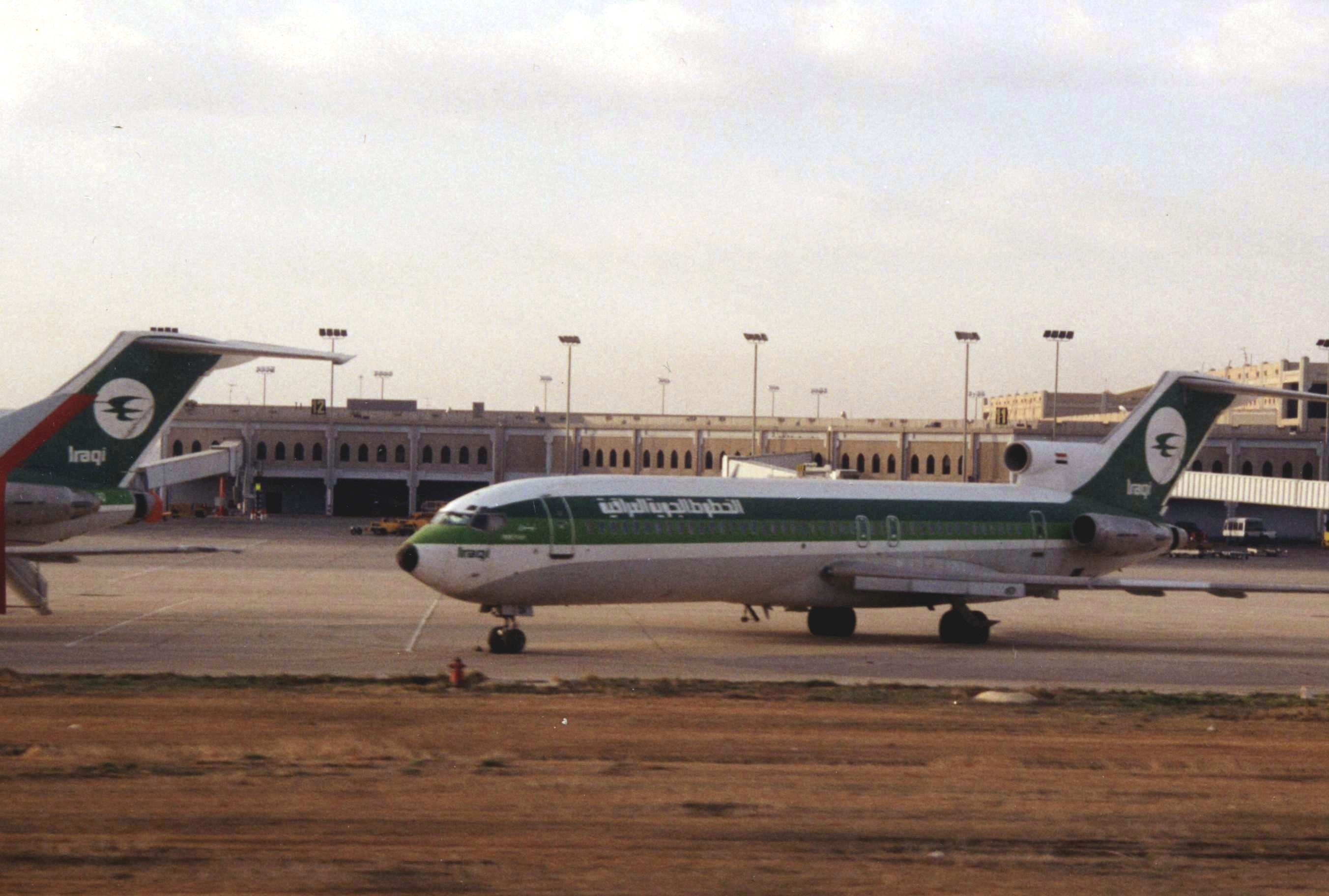
طائرة الخطوط الجوية العراقية في مطار بغداد الدولي في بغداد سنة 1999
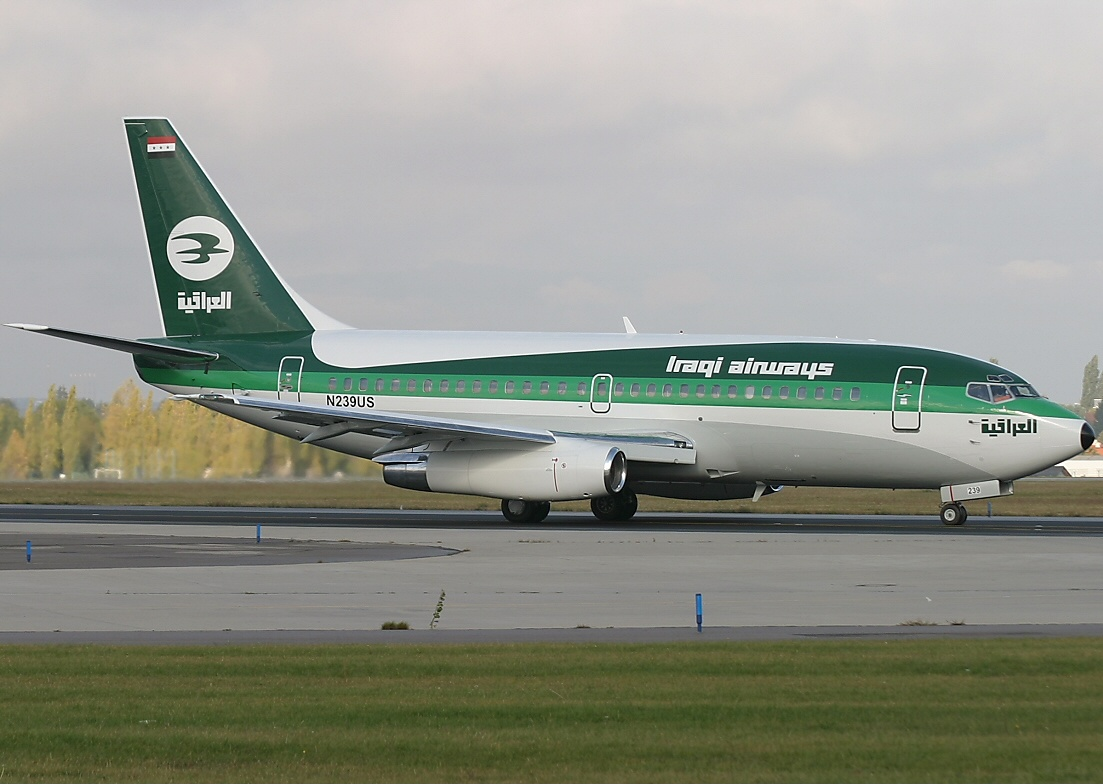
طائرة الخطوط الجوية العراقية في التشيك سنة 2004
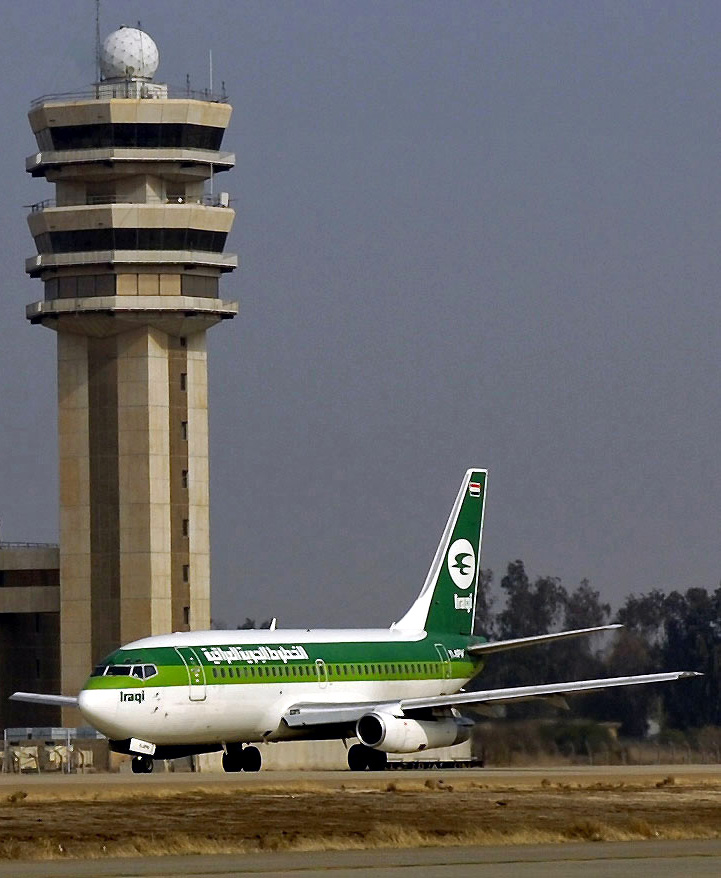
طائرة الخطوط الجوية العراقية في مطار بغداد الدولي في بغداد سنة 2008
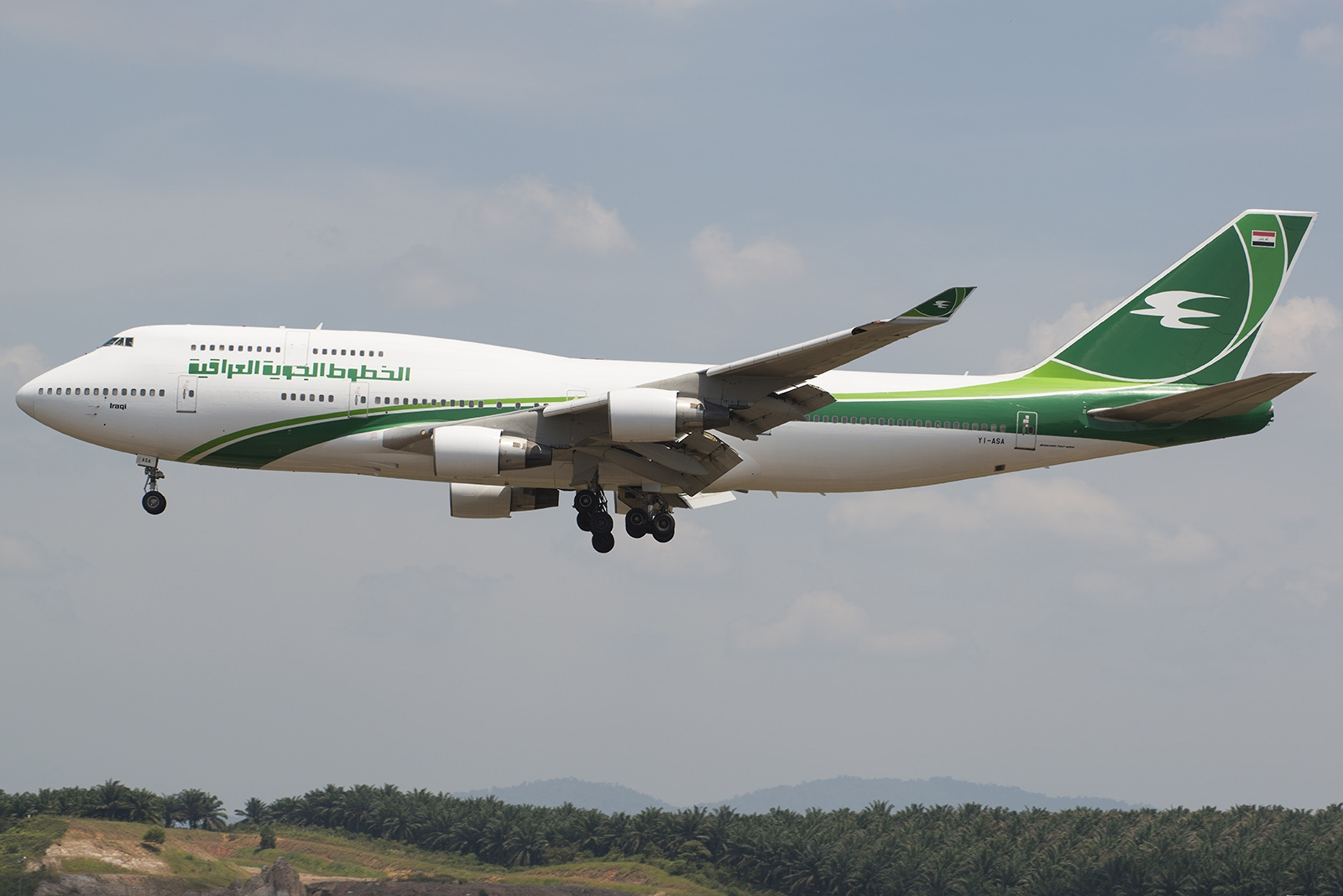
طائرة الخطوط الجوية العراقية بوينغ 747-400 في مطار كوالالمبور الدولي في ماليزيا سنة 2014
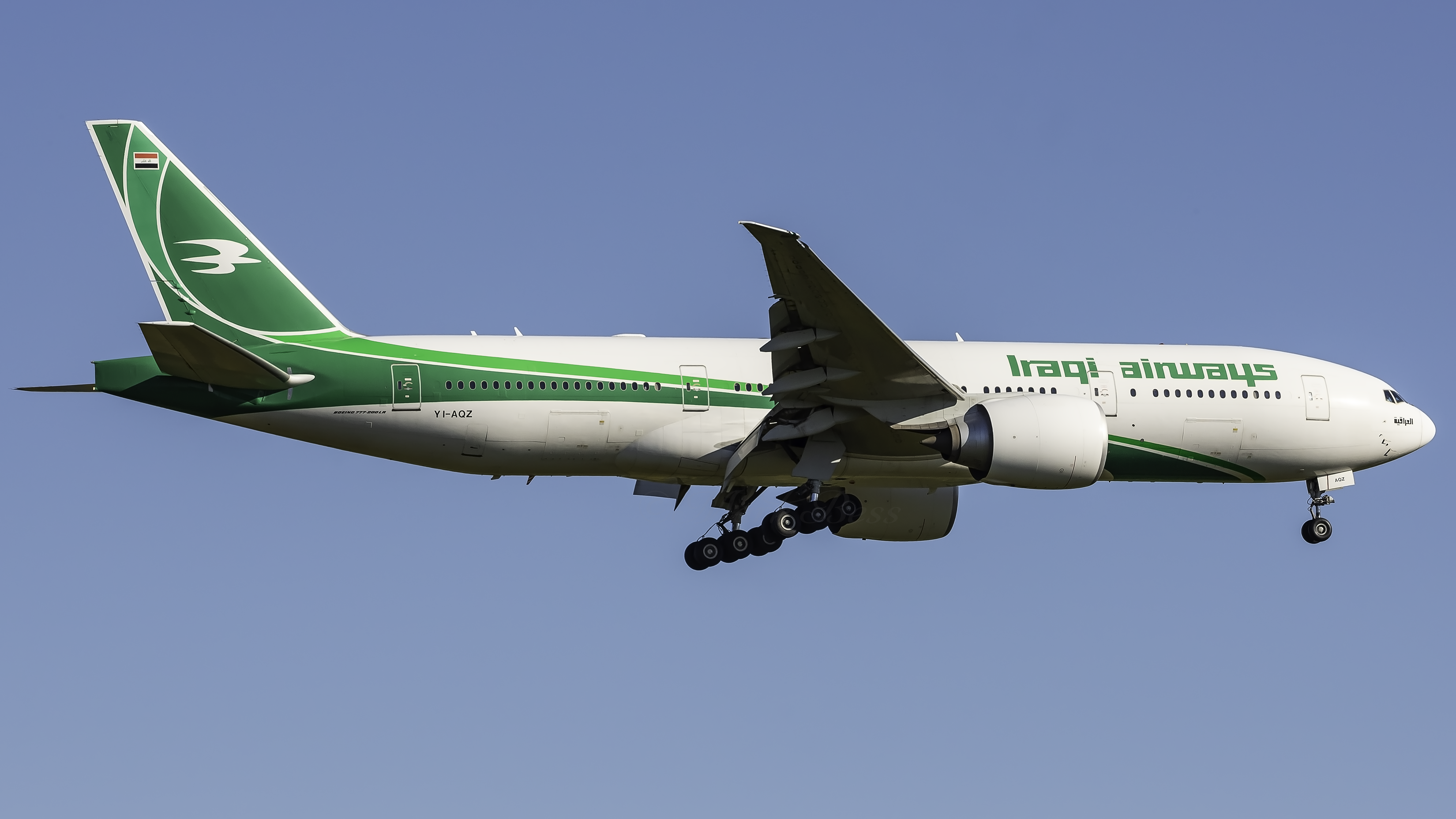
طائرة الخطوط الجوية العراقية (Iraqi Airways B777-29M) في مطار جون إف كينيدي الدولي

## وصلات خارجية
- الخطوط الجوية العراقية